# Jura Sosnar-Honzák
Jura Sosnar-Honzák, též Jaroslav Sosnar, Jaroslav Jura Sosnar, Jura Sosnar nebo Jura Sosnák-Honzák, občanským jménem Jiří Sosnar (20. května 1914 Hroznová Lhota – 26. listopadu 1989 Praha), byl český a československý odbojář, novinář, politik Komunistické strany Československa a poválečný poslanec Prozatímního Národního shromáždění, který byl zapojen do takzvané krčmaňské aféry, v níž se skupina komunistů pokusila o atentát na tři nekomunistické politiky.

## Biografie
Narodil se ve venkovské dělnické rodině. Absolvoval měšťanskou školu a vyučil se zámečníkem, přičemž příležitostně pracoval jako instalatér, kopáč hlíny v cihelně, brusič nožů a kalkulant. V roce 1930 vstoupil do Komunistické strany Československa a pak již působil jako politický funkcionář. V letech 1933–1935 byl v Hodoníně krajským politickým pracovníkem Komsomolu. Od roku 1935 byl okresním tajemníkem KSČ v Kroměříži, Holešově, Olomouci a Hodoníně. V letech 1937–1939 prodělal vojenskou službu. Za své politické aktivity, organizování demonstrací a stávek, byl opakovaně vězněn.
Počátkem Protektorátu pracoval coby dělník v Olomouci a byl členem redakce ilegálního komunistického listu Svobodná Haná. V roce 1940 byl zatčen a vězněn na různých místech, mimo jiné v německém vězení ve Wohlau. Zde byl jeho spoluvězněm muzikolog Vladimír Helfert. Sosnar byl kvůli těžké tuberkulóze v roce 1942 z vězení propuštěn do ošetřování. I pak se ovšem účastnil odbojové činnosti. Zastával post krajského tajemníka KSČ v Olomouci a byl redaktorem listu Moravská Rovnost. Připravoval také masově šířené cyklostylované vydání knihy Dějiny VKS(b). Působil jako komisař partyzánské skupiny, za což po válce získal četná vyznamenání.
Po osvobození se plně zapojil do politického života. Stal se krajským tajemníkem KSČ v Olomouci, kde také působil v redakci novin Stráž lidu. Stal se také kandidátem Ústředního výboru KSČ. V roce 1947 absolvoval novinářský kurz pořádaný ÚV KSČ. V letech 1945–1946 byl poslancem Prozatímního Národního shromáždění za KSČ. Po parlamentních volbách v roce 1946 usedl za KSČ do Ústavodárného Národního shromáždění (evidován zde pod jménem Jaroslav Sosnar). Setrval zde do ledna 1948, kdy se vzdal mandátu. Nahradil ho Otakar Vašek. Důvodem jeho rezignace na poslanecký post bylo podezření, že byl zapojen do takzvané krčmaňské aféry, v níž se kdosi pokusil v roce 1947 o atentát na tři nekomunistické politiky Petra Zenkla, Jana Masaryka a Prokopa Drtinu. Vyšetřování ukázalo, že Sosnar vložil nálože do krabic a že i další stopy v celé kauze poukazovaly na podíl místních aktivistů KSČ na Olomoucku. V lednu 1948 o celé kauze promluvil v parlamentu sám Prokop Drtina a jmenovitě označil za spolupachatale Sosnara. Šlo o emotivní okamžik, který předznamenal události února 1948. Kvůli aféře se od Sosnara distancovala KSČ a počátkem roku 1948 byl uvolněn z funkce náhradníka ÚV KSČ, do níž ho zvolil VIII. sjezd KSČ.
V roce 1949 byl zbaven stranických funkcí pro „anarchistické aktivity“ během únorového převratu v roce 1948. Do roku 1954 potom pracoval v podniku ČKD Sokolovo coby soustružník, pak působil do roku 1958 na postu vedoucího internátu. V roce 1957 se dočkal rehabilitace a znovu se zapojil do veřejného života. Do roku 1961 byl zástupcem šéfredaktora časopisu Květy a do odchodu na penzi v roce 1971 byl vedoucím redaktorem pražské redakce bratislavského deníku Práce. Působil i jako beletrista a rozhlasový tvůrce. Pro Československý rozhlas napsal hry Haniččina iniciativa (1950) a Mezičas (1984). Coby autor námětu a scenárista se podílel na filmech Velká příležitost z roku 1949 (scénář pod pseudonymem Martin Gazda) a Jurášek z roku 1956, podle vlastního románového námětu (scénář pod pseudonymem J. Sosnar-Gazda). Kromě románu Jurášek napsal také román Divoká réva, kde se zabývá dělnickým hnutím a protinacistickou odbojovou činností.